# Neoserica unicolor
Neoserica unicolor är en skalbaggsart som beskrevs av Anton Franz Nonfried 1894. Neoserica unicolor ingår i släktet Neoserica och familjen Melolonthidae. Inga underarter finns listade i Catalogue of Life.